# Eyroles
Eyroles é uma comuna francesa na região administrativa de Auvérnia-Ródano-Alpes, no departamento de Drôme. Estende-se por uma área de 8,75 km². Em 2010 a comuna tinha 25 habitantes (densidade: 2,9 hab./km²).